# Leishmania
Genre
Leishmania est un genre de Protozoaire proche des trypanosomes. C'est un parasite des mammifères transmis par la piqure de phlébotomes et responsable d'une maladie, la leishmaniose. Il existe plus de 20 espèces de Leishmania.

## Histoire
On retrouve des fossiles de Leishmania datant de 100 millions d'années. Déjà à cette période, il s'agissait d'un parisite des vertébrés, transmis par la piqûre d'insectes hématophages.
Les premières observations de parasites du genre Leishmania datent du 19e siècle, avec celle du médecin David Douglas Cunningham en 1885, et la celle de Piotr Fokich Borovsky en 1898. C'est en 1903 que le pathologiste écossais William Boog Leishman le décrit. 

## Épidémiologie
En 2023, l'OMS estime que les Leishmania infectent 700 000 à 1 million d'humains chaque année. Plus de 20 espèces différentes de Leishmania peuvent parasiter l'humain.
Certaines leishmanioses touchent d'autres mammifères, comme les rongeurs, les canidés et les marsupiaux. Par exemple, la leishmaniose canine affecte les chiens en Europe autour de la Méditerranée.

## Évolution
Les détails de l'évolution du genre Leishmania ne sont pas très clairs, mais il est supposé qu'il ait une origine commune ancestrale avec le genre Trypanosoma. Le plus ancien taxon est celui de la famille des Bodonidae suivi par Trypanosoma brucei : ces espèces récentes sont limitées au continent africain. Le groupe de Trypanosoma cruzi avec les trypanosomes présents chez des chauves-souris, des mammifères de l'Amérique du Sud et chez des kangourous suggèrent une origine dans l'hémisphère sud.
Les sous-groupes restants sont Blastocrithidia, Herpetomonas et Phytomonas. Les quatre genres Leptomonas, Crithidia, Leishmania et Endotrypanum semblent avoir une origine commune.
Les origines du genre Leishmania ne sont pas suffisamment définies,.
Une hypothèse propose une origine africaine, avec une migration vers les Amériques. Une autre hypothèse propose la migration des Amériques, il y a 15 millions d'années, traversant le détroit de Béring. Une autre théorie propose une origine paléarctique,. C'est bien la cause des épidémies actuellement beaucoup plus évidentes,.
Un autre sous-groupe proche de Leishmania est Paraleishmania.
 (juillet 2017).

## Espèces
Il y a de nombreuses espèces différentes. De plus, il peut exister des hybrides entre espèces ; un hybride possible a été signalé au Brésil entre Leishmania (V.) guyanensis et Leishmania (V.) shawi shawi.
Liste partielle des espèces :
- Leishmania aethiopica
- Leishmania amazonensis
- Leishmania arabica
- Leishmania archibaldi (discutable)[15]
- Leishmania aristedes
- Leishmania (Viannia) braziliensis
- Leishmania chagasi (= Leishmania infantum)[16]
- Leishmania (Viannia) colombiensis
- Leishmania deanei
- Leishmania donovani
- Leishmania enriettii
- Leishmania equatorensis
- Leishmania forattinii
- Leishmania garnhami
- Leishmania gerbili
- Leishmania (Viannia) guyanensis
- Leishmania herreri
- Leishmania hertigi
- Leishmania infantum
- Leishmania killicki (discutable)[17]
- Leishmania (Viannia) lainsoni
- Leishmania major
- Leishmania martiniquensis[18]
- Leishmania mexicana
- Leishmania (Viannia) naiffi
- Leishmania (Viannia) panamensis
- Leishmania (Viannia) peruviana
- Leishmania (Viannia) pifanoi
- Leishmania (Viannia) shawi
- Leishmania turanica
- Leishmania tropica
- Leishmania venezuelensis